# Aspkranslav
Aspkranslav (Phaeophyscia ciliata) är en lavart som först beskrevs av Franz Georg Hoffmann, och fick sitt nu gällande namn av Moberg. Aspkranslav ingår i släktet Phaeophyscia och familjen Physciaceae.  Arten är reproducerande i Sverige. Inga underarter finns listade i Catalogue of Life.

## Bildgalleri

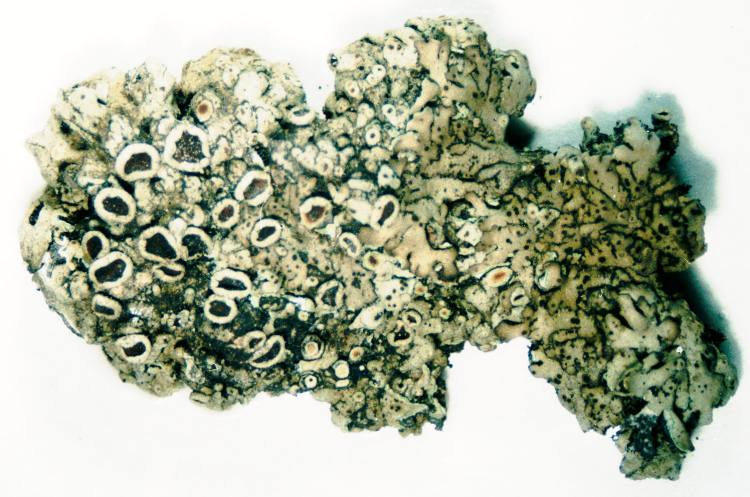
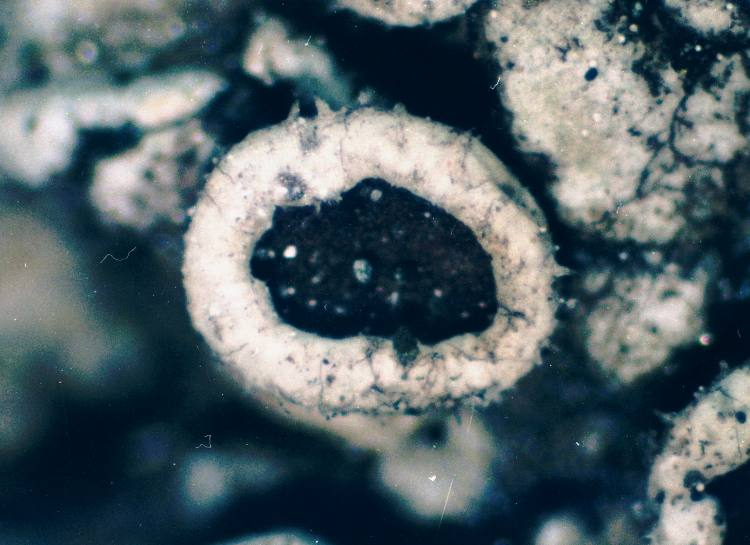
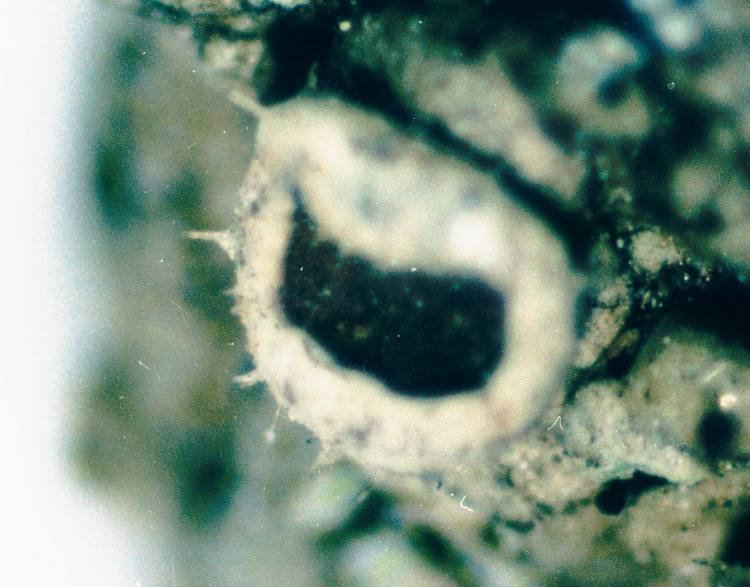
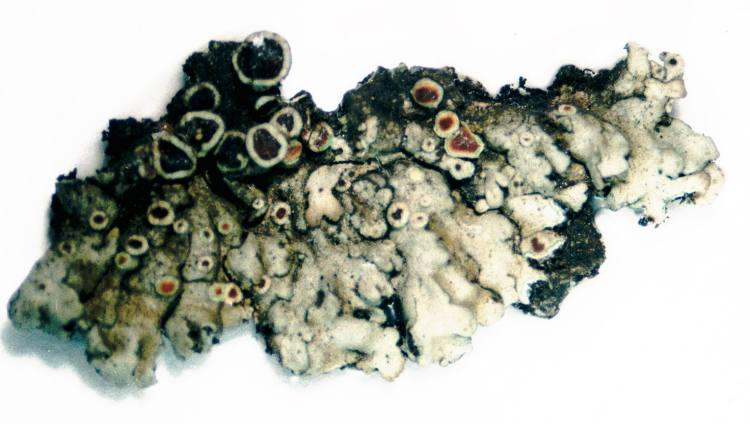